# Podševcovská studánka
Podševcovská studánka je volně přístupný vodní zdroj v katastrálním území Karlovy Vary v regionu Slavkovský les, Tepelská vrchovina. Nachází se při Sovově stezce v karlovarských lázeňských lesích.

## Historie

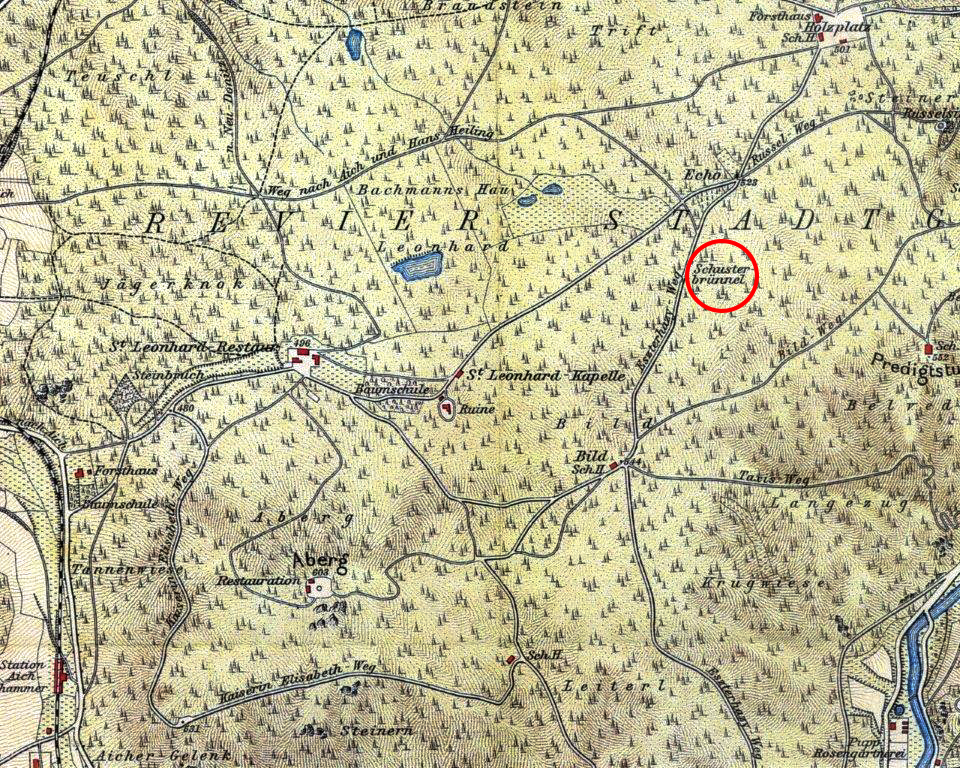
Část mapy z let 1910–1918 s vyznačením studánky

Vývěry pramenité vody u Sovovy stezky byly v minulosti mnohokrát upravovány. Zde bývala postavena zídka obložená kachlíky a vodu, tehdy bezejmenný zdroj, vyváděl běžný vodovodní kohoutek. Později některá takováto pítka i zanikla. Organizace Lázeňské lesy Karlovy Vary, jako správce lesů a tedy i příslušných vodních zdrojů, upravovala v roce 2001 studánky do použitelného stavu. „Podševcovská“ byla takto upravena v červnu 2001 a tehdy dostala i své jméno.

## Název
Kdysi nad místem, kde se dnes Podševcovská studánka nachází, bývala studánka s německým jménem „Schusterbrünnel“, česky „Švecovská“ či „Ševcovská“. Tak později tato o něco níže položená studánka dostala název „Podševcovská“.

## Popis
Studánka se nachází v nadmořské výšce 510 metrů nedaleko obory Linhart a pozorovací lávky u Lučních rybníků. Poblíž též stojí turistický přístřešek Luční bouda.
Je zásobována vodou, která teče z lesního vodovodu napojeného na prameniště v okolí. Studánka je udržovaná, voda však není pitná.